# Шаи-Хулуд
Шаи-Хулуд (англ. Shai-Hulud — фрименское название, искаж. араб. شيء خلود‎ [шай’-х̮улӯд] — «вечная вещь» или перс. [шах-е-хулуд] — «владыка вечности»), Песчаный червь (англ. Sandworm; лат. Geonematodium arraknis или Shaihuludata gigantica) — гигантские существа, появляющиеся в Хрониках Дюны, написанных Фрэнком Гербертом. Это уникальные животные, существовавшие лишь на планете Арракис до эпохи императора Лето II, спустя некоторое время после окончания правления червь появился снова и получил название Шайтан. Он нёс в себе частицу памяти Лето II.

## Описание
Шаи-Хулуд является кремнийорганической формой жизни. Каждый червь состоит из нескольких сотен сегментов, каждый из которых обладает своей собственной примитивной нервной системой, что делает червя практически неуничтожимым — даже если удастся уничтожить один из сегментов, то его роль и функции возьмут другие. Имеют огромные размеры: крупнейшие особи достигают 400 метров в длину и 40 метров в диаметре (в глубокой Пустыне) и доживают до весьма почтенного возраста (если их не убивает один из собратьев, или если червь не гибнет, натолкнувшись на воду, которая для него ядовита). Пасть червя достигает 80 метров в диаметре и наполнена сотнями зубов.
В течение своего развития черви проходят несколько стадий. Стадия личинки называется песчаной форелью и представляет собой бесформенное многоклеточное существо. Практически вся песчаная форель умирает при извержении спайса, малейшие колебания температуры в 5 градусов по Цельсию могут убить её. Немногие выжившие особи формируют цисту и впадают в спячку на шесть лет, пробуждаясь после этого в виде маленьких, несколько метров в длину, песчаных червей. Большая часть становится жертвами более крупных червей, и лишь единицы дорастают до гигантских размеров.
Песчаные черви населяют почти все песчаные области Арракиса и служат основой его экологии — песок и кислород планеты являются продуктами жизнедеятельности этих созданий. Но что самое главное, Шаи-Хулуды производят Пряность («спайс») — гериатрическое средство и наркотик, усиливающий прогностические способности навигаторов космических кораблей, без которых были невозможны межзвёздные перелёты.

## Шаи-Хулуд и фримены
Песчаные черви играли важную роль и в жизни человеческих кочевых обитателей планеты Арракис — фрименов. Жители пустыни активно пользовались дарами Шаи-Хулуда: Пряностью (и всем, что из неё изготавливали: ткани, взрывчатку, пластики и т. д.), кристаллическими зубами, из которых делали крис-ножи, и Водой жизни (которую получали, утопив небольшого червя в воде) — модифицирующим сознание наркотиком, с помощью которого пробуждают Память Предков. Фримены использовали взрослых особей как транспортное средство.
Фримены поклонялись Шаи-Хулуду как божеству земли (произнося это имя особым тоном, когда имели в виду червя как бога). Иносказательные имена: «Старик Пустыни», «Старый Отец-Вечность» и «Прадед Пустыни». Из-за выделения Пряности их также именовали «Делателями Пряности», «Малыми делателями» или просто «Делателями».

## Управление песчаным червём
Фримены имели навыки передвижения по пустыням Арракиса с помощью песчаных червей, используя их как транспортные средства. Человека, способного управлять песчаным червём, фримены нарекали Наездником Пустыни. Чтобы запрыгнуть на песчаного червя и управлять им, фримены использовали большие специальные крюки на длинной телескопической рукоятке, именуемые крюками Подателя. Первый фримен, запрыгивающий на песчаного червя, является рулевым, то есть управляет им и именуется Крюковым.   
Для управления рулевой также использовал команды, такие как  
- Гейрат — Вперёд
- Хаийй-ио — Пошёл
- Дерш — Направо
- Аш — Налево

## Символический образ
Уиллис Макнелли считает, что образ Червя отсылает к Левиафану, библейскому чудовищу.

## В романах
Попытки разводить червей в других областях Галактики имели весьма ограниченный успех. Однако через несколько тысячелетий после правления Лето II орден Бене Гессерит вывез с Арракиса незадолго до его разрушения одного червя. Убив его водой, Орден получил множество песчаных форелей — личиночных стадий червя. Они были помещены на планете Бене Гессерит под названием Капитул (Валлах IX). Через несколько лет Капитул частично стал идентичен Дюне; когда климат стал достаточно сухим, на Капитуле начали появляться Черви, но небольших размеров.

## В культуре
Существа, подобные Шаи-Хулуду, встречаются во многих других произведениях популярной культуры: в кинематографе (грабоид в «Дрожь земли») и особенно в видеоиграх (например, терраморф в Borderlands 2, молотильщик в серии игр Mass Effect, песчаный червь в Overlord, путешественник в Rage 2, в одной из миссий Jedi Knight: Jedi Academy, в  игре Terraria), в Serious Sam 3 BFE, съедающие игрока, если зайти в пустыню слишком далеко. Пародийный вариант песчаных червей присутствует в комедийном фильме ужасов Битлджюс. Аналогичное животное известно также в «Мире Полудня» Стругацких как «сора-тобу хиру» (гигантская летающая пиявка Марса). 

### Изображения
На иллюстрации Джона Шонхерра к первой журнальной публикации «Дюны» (1965) пасть червя состоит из трёх частей (как у медицинской пиявки), хотя в романе нигде не указывалось, что челюсти существа устроены именно таким образом. Позже этот художник создал несколько рисунков для обложек в том же ключе. Идея была позаимствована дизайнерами для экранизации Дэвида Линча 1984 года. Для предыдущей попытки экранизации Алехандро Ходоровски другой образ создал Ханс Гигер, после её отмены он использовал изображения при создании Чужого для одноимённого фильма 1979 года.

### Музыка
- «Shai-Hulud» — инструментальная композиция в совместном альбоме Sparklehorse+ Fennesz In The Fishtank 15
- «Shai Hulud» — песня в альбоме Plus ça Change филкера Кэти Ма.
- Shai Hulud — американская металкор-группа.